# Hip hop español
El hip hop español o rap español es un movimiento cultural que abarca varios estilos de la música del hip hop, como el rap y el trap, así como diferentes manifestaciones artísticas surgidas en España, desde el grafiti hasta el breakdance.

## Inicio

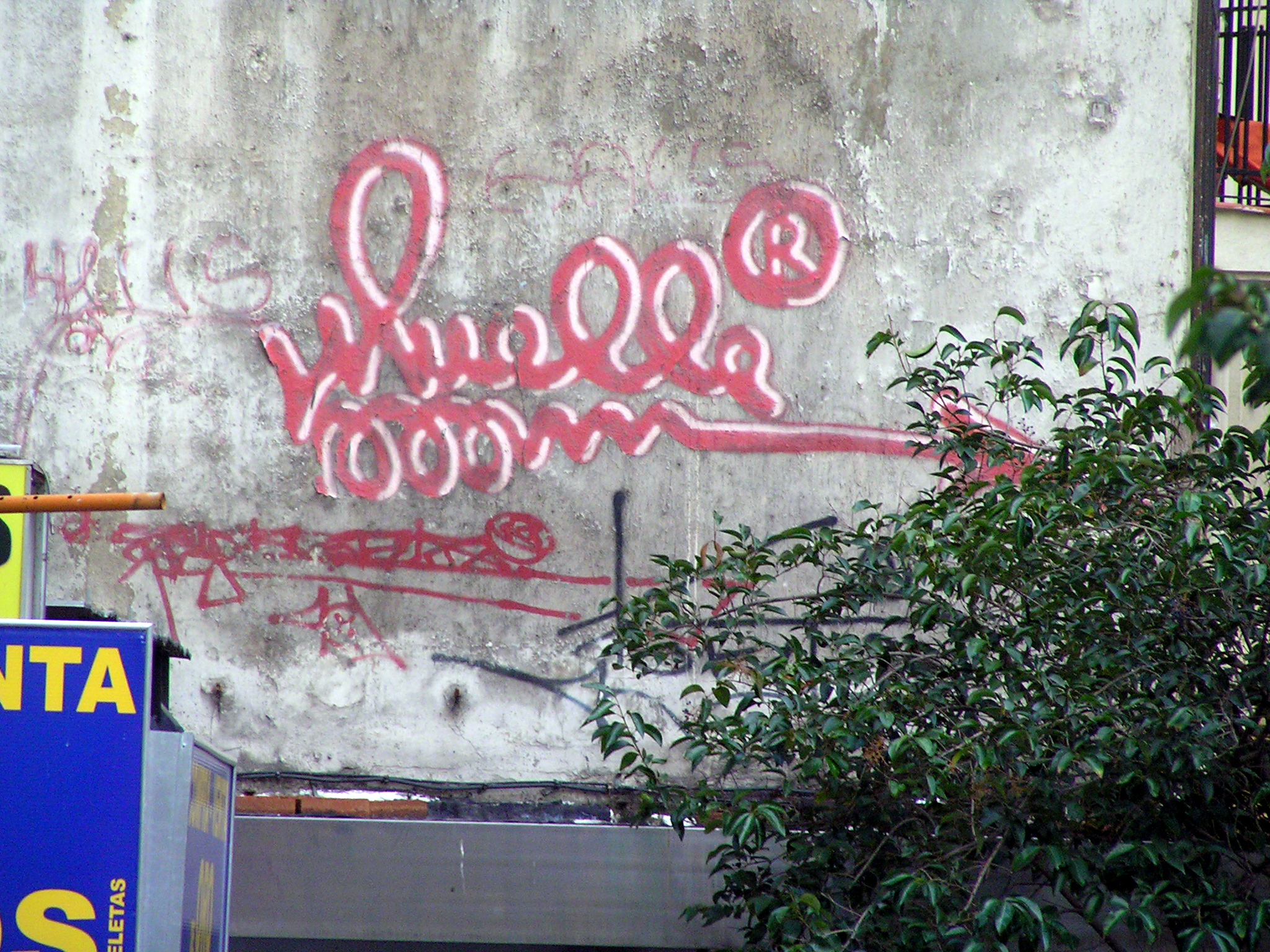
Firma de Muelle, uno de los primeros grafiteros en España.

Está generalmente aceptado que el hip hop, cuyo origen tiene lugar en Estados Unidos en la década de 1970, ingresa al mercado de habla hispana en Puerto Rico a inicio de la década de 1980 y luego hace su aparición en España en la primera mitad de dicha década.
Uno de los factores que más contribuyeron a la aparición e implantación de la cultura hip hop en el país fue la presencia de bases militares estadounidenses en suelo español. Los militares acantonados en ellas, especialmente los de ascendencia afrodescendiente, seguían la estética hip hop y escuchaban rap tanto en la base, a través de la emisora de la misma o los discos que compartían y vendían en ella, como en las discotecas a las que acudían, como Stone's en Torrejón de Ardoz. Uno de los referentes que suele citarse de modo habitual como punto de entrada del rap en España es la base aérea de Torrejón de Ardoz, cerca de Madrid. Tanto la música como la forma de vestir de los norteamericanos causaron un profundo impacto sobre jóvenes locales que posteriormente pasarían a crear rap en castellano, como Frank T, los integrantes del grupo VKR, o la pareja MC Randy & D.J. Jonco.
El baile propio a este fenómeno cultural y uno de sus elementos fundamentales, el breakdance, comenzó en la misma época en Madrid hacia principios de los años ochenta. Se ha señalado que su nacimiento tuvo lugar entre 1980 y 1981 en la zona de AZCA y de la mano de colectivos como Madrid City Breakers. Tanto el breakdance en particular como el hip hop en general cobran popularidad en España gracias al estreno en 1984 de películas estadounidenses en las cuales el breakdance es uno de los temas principales, como Beat Street y Breakdance.
Los primeros ejemplos de grafiti en España también surgen en la primera mitad de los años 1980. Es común la opinión de que el primer referente del grafiti en el país sería Muelle, pionero de un movimiento conocido como graffiti autóctono madrileño y un estilo llamado "flechero".

## Cronología

### Inicios en Madrid: 1985-1990
Entre los primeros que comenzaron a producir rap en España se cita a Masters TDK, DNI, Sindicato del Crimen, K1000, Mc Randy o DJ Jonco. El primer disco de rap en España fue publicado en 1989. Se trata del recopilatorio "Madrid Hip Hop", que contenía temas de alguno de los grupos anteriores y de otros como QSC o Estado Crítico. Ese mismo año, el sello Ariola publicaría "Rapin' Madrid", con temas de grupos como Sweet, Vial Rap, Código Mortal, SSB, Poder Oscuro, Sony y Mony, MC Randy y DJ Jonco y Jungle Kings. Ambos recopilatorios tuvieron poco éxito comercial pero contribuyeron a establecer una escena viable en Madrid, dando a conocer el rap al público español, y permitieron a varios de estos artistas publicar discos en solitario.

### Escena underground: 1990-1995
A comienzos de los 1990 buena parte del éxito de los primeros grupos había desaparecido, manteniéndose solo una escena underground basada en la publicación a través de maquetas. Algunos de estos trabajos "maqueteros" tuvieron un considerable éxito en la escena de la época, como las del zaragozano Kase O, los madrileños Jazz Two, los murcianos La Furia del Levante o los sevillanos SFDK, o en Gerona donde se consolidaría el exgrupo Geronación y su autodenominado "rap social" comenzaría a expandirse entre los seguidores de la cultura. Cualquiera de ellos lograron una importante distribución en todo el país a través de copias piratas, intercambios por cartas y fanzines.
En esta época de transición del rap en España destaca la presencia del grupo Def Con Dos, que después de editar varios trabajos bajo la influencia del sonido de Public Enemy o Beastie Boys como Segundo Asalto (1990), se adentra de modo pionero en España en el rap metal.
Sobre esta época Nach recuerda:

"El rap español estaba menos profesionalizado y, por supuesto, era mucho más endeble en cuanto a industria. Lo que nos movía era demostrar a la gente del rap de lo que éramos capaces, no nos dedicábamos a ello exclusivamente y nos importaba menos si daba más pasta o menos pasta. Era todo más familiar: las jams, los contactos que tenías en otras ciudades, las cartas, las maquetas en cinta, si alguien quería organizar algo conseguía tu teléfono, te llamaba en plan colega e ibas a actuar..."Nach

El primer álbum completo (LP) de rap/hip hop en español fue "BORDEX", de SUPERWATIOS (Coco Malaval) publicado en el año 1991 (FONOMUSIC), precedido del maxi-single MILI RAP (1990) que fue Disco Rojo en los 40 Principales, sin promoción alguna. MILI-RAP era un rap protesta, en clave de humor, que se burlaba del envío de tropas españolas a la primera guerra de Irak, que se libraba en esos días. Mientras el rap español criticaba la guerra, el pop español acomodado la promocionaba (OLE-OLE, "Soldados del Amor").
El grupo madrileño Club de los Poetas Violentos (CPV), conocido también como "los padres del rap en español" y uno de los grupos más importantes en la historia del género en el país, publica en 1994 otro álbum de rap en España, Madrid Zona Bruta. Con unas ventas de 2.000 copias, el disco se convierte en un fenómeno popular y encabeza un nuevo acercamiento al hip hop en España más profesionalizado. 

### Desarrollo y consolidación: 1995-2000
Del caldo de cultivo surgido durante los primeros años noventa, tanto en términos de seguimiento por un público minoritario pero de número creciente como por parte de una cantera de músicos forjada en el circuito independiente de maquetas, surge un conjunto de artistas que contribuirá a la consolidación definitiva del género en España. La segunda mitad de la década acogerá la publicación de varios trabajos que sientan las bases del estilo en España y que dan lugar a la aparición de una escena profesional consolidada.

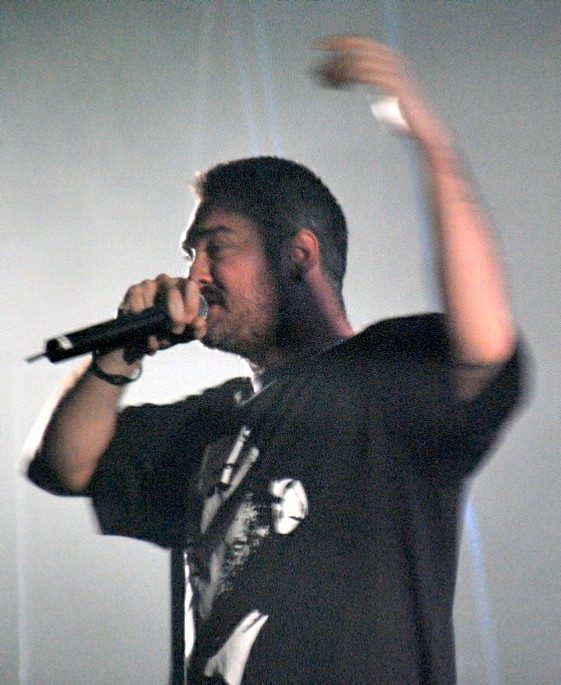
Kase.O, uno de los MCs españoles más reconocidos y respetados.

Se publican a continuación nuevos discos de CPV y de otros grupos como los mallorquines La Puta Opepé o los madrileños VKR. En 1997, el grupo catalán 7 Notas 7 Colores lograría un considerable éxito con su trabajo Hecho es Simple, con más de 20.000 copias vendidas y la aparición de algunas de sus canciones en diferentes recopilatorios y bandas sonoras.
Desde entonces y hasta la llegada del nuevo siglo, se sucede la publicación de álbumes profesionales que van sacando a la luz a grupos y MCs que hasta entonces solo habían actuado en concierto y producido sus trabajos en el circuito underground.  El avance del hip hop profesional en España da lugar también al nacimiento de diferentes escenas regionales. A las señaladas áreas de Cataluña y Madrid, a las que habían contribuido también otros trabajos como los de Frank T en solitario o el primer LP de los barceloneses Solo los Solo, se añade al final de la década de los noventa la generada en el Levante. [cita requerida]   en torno al alicantino Nach Scratch, Picolo (ZNP), en Murcia: Klan de los DDT, Kritica y mensaje, Lap Wey, Kick One, etc.  [cita requerida]   El sonido de Zaragoza de Violadores del Verso o los primeros pasos profesionales del rap andaluz propuestos por SFDK, Juaninacka, ToteKing o la Mala Rodríguez.

### Época de Oro: 2000-2005
En los primeros años del siglo XXI aparecen tres discos que no solo evidenciarán la buena salud del rap en España sino que además serán considerados como la definitiva mayoría de edad del hip hop español. En el año 2000, la MC gaditana Mala Rodríguez publica el largo Lujo ibérico, disco que rompería las listas de éxitos logrando el disco de oro y convirtiéndose en el álbum que más discos ha vendido en la historia del hip hop español. Producido por los miembros de CPV Jota Mayúscula y Supernafamacho, la andaluza da forma a un disco que fusiona las estructuras del rap con elementos de la música flamenca y que ha sido calificado como "uno de los momentos más importantes de la música nacional de los últimos 30 años". Además de sus propias cualidades, la popularidad del disco se vio potenciada gracias a su inclusión en la banda sonora de la película Lucía y el sexo de Julio Medem.
Junto al éxito de ventas de La Mala, en 2001 se publican dos discos que confirmarían la madurez del rap creado en España. "Vicios y Virtudes" de los zaragozanos Violadores del Verso y "Quimera" de los catalanes Solo los Solo son dos trabajos aclamados por la crítica que vienen a definir los dos estilos predominantes en el hip hop español de la época. Mientras Violadores del Verso presenta una muestra perfeccionada y compacta de lo que se conoce como rap hardcore, con patrones musicales minimalistas y rimas contundentes, consagrando además a Kase O como el mejor rapero del país, el grupo catalán ofrece un trabajo complejo y de corte más experimental basado en producciones y temáticas llenas de groove. Ambos discos no solo depuran y resumen buena parte del rap que se había venido haciendo hasta la fecha en el país, sino que además sirven de modelo para toda una generación de raperos y productores.[cita requerida]
Durante la primera mitad de la década de 2000 se suceden diferentes trabajos discográficos que consagrarían a varios de los grupos más conocidos del panorama nacional como Violadores del Verso, SFDK, Chojin, Zénit (estos tres tanto en solitario como siendo parte de la banda 995), Tote King, Falsalarma, Shotta, Juaninacka, Rapsusklei o Nach.

### Diversidad de estilos: 2005-2010
Las tendencias del rap español distan de ser homogéneas a partir de la segunda mitad de los años 2000. Desde este momento, en la escena aparecen y se desarrollan propuestas muy diferentes, emulando en buena medida los diferentes estilos del rap estadounidense. Así, se publican trabajos de rap consciente con fuerte contenido social como Sharif o The Louk. surgen acercamientos experimentales, comienza una corriente de rap gangsta y se producen varios discos de inspiración jazz rap.[cita requerida]
Uno de los grupos que más éxito alcanza en esta época, trascendiendo el hip hop para llegar a un tipo de público amplio y generalista, es el madrileño La Excepción. Con un estilo alegre, lleno de sentido del humor y multitud de préstamos y referencias de la cultura gitana, el grupo logró vender 33.000 copias de su primer álbum, "Cata Cheli" (2003). La popularidad del grupo no dejó de crecer durante toda la década gracias a su estilo desenfadado y de barrio, alcanzando su punto álgido con la obtención en 2009 de dos premios Goya por la película El truco del manco en las categorías de "mejor canción original" y de "mejor actor revelación" para el líder del grupo, El Langui.
En el año 2005 nace el grupo Los Chikos del Maíz, grupo de rap político formado por los MC's Nega y Toni el Sucio. Las letras del grupo abordan temas como la monarquía, la crítica social, la situación laboral o la escena del hip hop en España. El grupo se caracteriza por tener unas letras ácidas, en las que el sarcasmo se entrelaza con las referencias literarias, cinematográficas, políticas y de la cultura popular, y que ya forma parte de la historia del rap político en nuestro país.
En 2005 sale el álbum "Sangre azul" de Mitsuruggy. El disco está producido enteramente por Sholo Truth y Mad Mellow. En cuanto a las instrumentales, éstas resultaron ser novedosas y originales para la época, con claras influencias del soul. En sus letras encontramos referencias a la literatura, el cine, los videojuegos, la mitología, la Biblia o la ciencia ficción.
En este mismo año aparece "Homogeddon" de Elphomega, un trabajo original y muy personal en el que abundan referencias a los cómics o la ciencia ficción, temática que continuará en "El Testimonio Libra".
En 2007 sale el disco "Plan B" de Látex Diamond y Sholo Truth, con un sonido West Coast rap.
La tendencia underground crece en toda la escena nacional, consolidándose con artistas como Charlie y Nasta (Hijos Bastardos), Chaman, Crema, Kamus, etc, dejando el juego en Madrid hasta el momento actual (2023), se puede considerar a Hijos Bastardos con la cara visible de Nasta ya que Charlie no muestra su cara, uno de los super grupos que ha dado Madrid a lo largo de toda su historia, dando un rap de barrio con un discurso más real que todo el gansta rap que la ciudad estaba haciendo.
En los años 2000, especialmente a partir de la segunda mitad de la década, surge toda una corriente asociada al gangsta rap, especialmente en Madrid. Entre los nombres asociados a esta escena figuran artistas como Mitsuruggy (si bien éste lo ha negado), Látex Diamond, Xcese, Trad Montana o Chirie Vegas. También destaca un cierto resurgimiento del rap político, con fuerte compromiso social y mensaje crítico. Algunos de los grupos y artistas que practican este subgénero son Los Chikos del Maíz, L. E. Flaco, ZPU o El Chojin. En cuanto al dancehall y otros estilos dentro del rap bajo la influencia de la música jamaiquina, comienzan a tener una representación cada vez más consolidada gracias a artistas como Swan Fyahbwoy, Morodo, Dakaneh y Chulito Camacho, o nuevos trabajos de veteranos en España de este sonido como Mr Rango.
A lo largo de la década del 2000 emergieron raperos como Porta, SHÉ, Xenon, Dante, Lytos y Subze. Entre ellos, Porta podría considerarse como el pionero de una corriente alternativa de rap que se caracteriza por el desarrollo de letras acerca de temas como el amor, la nostalgia, la ansiedad, y los videojuegos; en definitiva, una serie de temáticas que hasta el momento no habían sido tratadas de manera concreta en el rap. Con Porta, la clase media-alta pudo tener representación en la escena del hip hop español, siendo el rapero proveniente de Sarria, uno de barrios más adinerados de Barcelona.
En 2008 se publica "Love n' Hustlin" de Trad Montana, un trabajo con instrumentales del dirty south.
En 2011 Elphomega publica "Phantom pop", un disco revolucionario ya que no hay referencias al egotrip, la competición o la crítica social. Afirma que para él "cualquier historia que cuentas rimada sobre un ritmo es rap". En este álbum aparecen situaciones, pensamientos, estados de ánimo, emociones... Esta línea la continuará en "Nebuloso", lanzado en 2016.

### Rap protesta y diversidad: 2014-actualidad
En esta época se dio lugar a distintas corrientes, con algunas pudiéndose definir como hip hop "neopolítico", recuperando en cierto modo la esencia crítica del rap de los 90 u old school, con artistas como Hard GZ, Ayax y Prok, Swit Eme, Al Safir y Foyone. Las letras se ve marcadas por ritmos y bases más tradicionales, con temáticas que hablan de la desigualdad en la sociedad, la vida en la calle, y las consecuencias de las decisiones de los más adinerados por sobre el resto de la sociedad. Otros artistas destacados de la nueva generación son Agorazein, Albany, Arkano, Bejo, Dellafuente, Dual Tod, Nadal015, Natos y Waor, Rels B, Nikone, y Delaossa.

## Filmografía
- Canal +. "Universo Hip Hop". 2005.
- Ponce, J.J. "Sevilla City". 2006.
- Rafa De Los Arcos "Dos Platos y un micro (30 años de Hip Hop en España)". 2014[27]
- Taladriz, P.C. "Spanish Players". 2007.